# 1349-1340 v.Chr.
De jaren 1349-1340 v.Chr. (van de christelijke jaartelling) zijn een decennium in de 14e eeuw v.Chr..

## Gebeurtenissen

### Egypte
- 1349 v.Chr. - In het Egyptische Rijk bekleden Nubiërs, Soedanezen en Libiërs hoge posten in de binnenlandse politiek.
- 1348 v.Chr. - Farao Amenhotep IV begint met de bouw van een nieuwe hoofdstad Achetaton, het tegenwoordige Amarna.
- In de directe omgeving van de stad wordt graan verbouwd en varkens gehouden, tevens wordt er glas en textiel vervaardigd.
- 1344 v.Chr. - Amenhotep IV laat op koninklijk bevel de tempels van alle goden, behalve Aton, sluiten.
- 1341 v.Chr. - Amenhotep IV stuurt een militaire expeditie naar het opstandige Koesj.

### Griekenland
- 1348 v.Chr. - Hoge koning Electrycon (1348 - 1311 v.Chr.) van Mycene volgt Perseus op.

### Klein-Azië
- 1347 v.Chr. - Mitanni verscheurd door paleisintriges wordt opgedeeld door Assyrië en de Hettieten.
- 1344 v.Chr. - Koning Suppiluliuma I (1344 - 1322 v.Chr.) van het Hettitische koninkrijk komt aan de macht.
- 1342 v.Chr. - Suppiluliuma I onderwerpt grote gebieden in Anatolië en vernietigt het Mitanni koninkrijk.
- 1340 v.Chr. - De stad Qatna wordt door de Hettieten verovert, de Assyriërs rukken op tot aan de Eufraat.

## Geboren
- 1341 v.Chr. - Koning Toetanchamon de elfde farao van de 18e dynastie van Egypte

<< · 1399-1390 · 1389-1380 · 1379-1370 · 1369-1360 · 1359-1350 · 1349-1340 · 1339-1330 · 1329-1320 · 1319-1310 · 1309-1300 · >>